# Capparis fusifera
Capparis fusifera är en kaprisväxtart som beskrevs av Stephen Troyte Dunn. Capparis fusifera ingår i släktet Capparis och familjen kaprisväxter. Inga underarter finns listade i Catalogue of Life.